# Tricyphona kehama
Tricyphona (Tricyphona) kehama là một loài ruồi trong họ Pediciidae. Chúng phân bố ở vùng Indomalaya.